# Lecane agilis
Lecane agilis är en hjuldjursart som först beskrevs av David Bryce 1892.  Lecane agilis ingår i släktet Lecane och familjen Lecanidae. Inga underarter finns listade i Catalogue of Life.